# Элевация
Элева́ция (фр. elevation — возвышение, возвышенность) — термин в классическом танце, означающий высокий и парящий, продолжительный прыжок. По определению А. Я. Вагановой, элевация состоит из двух элементов: собственно элевации (высокого прыжка) и баллона (способности танцовщика удерживать в воздухе позу, задерживаясь, и как бы зависая в полёте во время выполнения прыжка). Другая составная часть элевации — способность мягко и эластично отталкиваться от пола перед прыжком и так же приземляться, без дёрганного plié.
Природной элевацией и виртуозной техникой особенно прославился французский танцовщик Огюст Вестрис. Однако наиболее эффектно применила технику элевации итальянская балерина Мария Тальони. Её грациозная легкость движений и прославленный апломб (то есть умение сохранять позу без поддержки партнера) стали графической формулой тальонизма. Но именно с помощью присущих ей элевации и баллона она смогла создать облик воздушной и неуловимой Сильфиды. Она угадала значение линии в балетном искусстве, которую продолжили Анна Павлова, с её распластанным долгим полётом, а вслед за ней и другие балерины.
Элевация — одно из основных качеств, требуемых от танцовщика датской школы. Так, Август Бурнонвиль, комментируя выступление балерины Жюльетты Прайс через несколько месяцев после её дебюта, записал в своём дневнике, что она «впервые хорошо исполнила entrechat six, это своего рода день рождения её танца».
«Вторым Вестрисом», «человеком-птицей» называли выдающегося русского танцовщика и хореографа Вацлава Нижинского за его способность к высоким прыжкам и длительной элевации. Другого танцовщика, Алексея Ермолаева, за его прыжок называли «Богом ветра». 